# Einstein@Home
Einstein@Home（爱因斯坦在我家），是一个由威斯康星大學密爾沃基分校主辦，基于BOINC计算平台的分布式计算项目。

## 尋找引力波
阿尔伯特·爱因斯坦在很久以前发现，我们在充满着空间波动的宇宙中随波逐流。黑洞碰撞，恒星崩塌，以及自旋脉冲星激起了空间时间结构的波动，波动微妙地扭曲了我们周围的世界。这些引力波已经把科学家难倒了近一个世纪。這些計算需要大量的電腦才能完成。
Einstein@Home計劃通过位于美国的激光干涉引力波天文台（Laser Interferometer Gravitational wave Observatory，LIGO）和位于德国的GEO 600引力波天文台收集数据，希望从这些收集来的数据当中寻找能够证实爱因斯坦的广义相对论中的引力波存在的证据。根據愛因斯坦的理論，由於中子星的表面會有質量的崩坍，所以當中子星急速旋轉時，會向四周發放引力波。

### 科學的目的

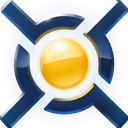
BOINC分布式计算项目

Einstein@Home應該不可能會成為首個直接量度得到引力波的計劃，雖然計劃的成功意味着可得到諾貝爾獎，但由於現時LIGO/GEO已發現一對黑洞正在合併，這次合併所產生的引力波，很大機會會在2006年由LIGO/GEO直接觀察得到。而這個計劃所做的，只是把LIGO/GEO從其他脈衝星所發出的引力波重新整理。

## 参見
- 分布式计算
- 网格计算
- BOINC